# Biga (masa de harina)

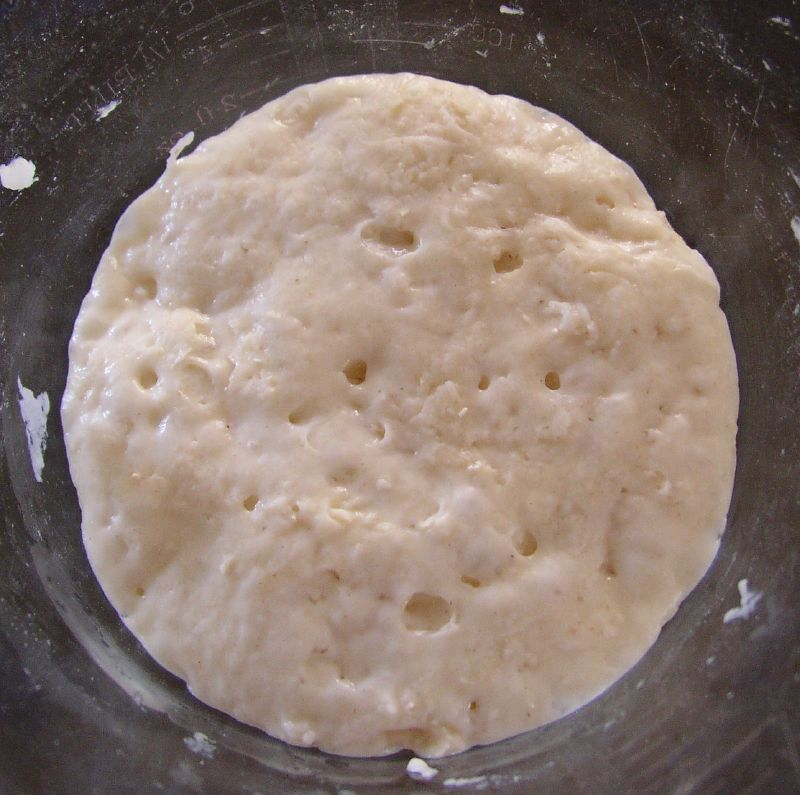
Una masa madre de biga (focaccia pugliese).

La biga es una masa madre firme, de harina, un prefermento de origen italiano.
Al hornear con el método indirecto, las proporciones tales quedan bastante secas (alrededor de 450 g de agua por 1 kg de harina y 10g de levadura fresca).
Requiere el uso de harinas fuertes y balanceadas, con W mayor a 300 y F/E (relación fuerza/elasticidad) variando entre 0.5 y 0.6, tiempos de mezclado cortos, temperatura final no superior a 21 °C y una período de fermentación de 10 horas a 2 días a temperaturas de 16/18 °C, para bigas hasta 24 horas, o 4 °C en la primera fase y 18 °C en las últimas 24 horas, para bigas hasta 48 horas. Dependiendo del tipo de pan a preparar, luego se agregan los demás ingredientes. Después de una levadura adicional, la masa final se corta, se forma y se deja que suba de nuevo antes de hornear.